# Aprionus
Aprionus är ett släkte av tvåvingar som beskrevs av Jean-Jacques Kieffer 1894. Aprionus ingår i familjen gallmyggor.

## Dottertaxa tillAprionus, i alfabetisk ordning[1][2]
- Aprionus aberrantis
- Aprionus abiskoensis
- Aprionus accipitris
- Aprionus aciculatus
- Aprionus acutus
- Aprionus adventitius
- Aprionus angeloides
- Aprionus angulatus
- Aprionus aquilonius
- Aprionus arcticus
- Aprionus asemus
- Aprionus aviarius
- Aprionus barbatus
- Aprionus berestae
- Aprionus betulae
- Aprionus bicorniger
- Aprionus bicruris
- Aprionus bicuspidatus
- Aprionus bidentatus
- Aprionus bifidus
- Aprionus bifurcatus
- Aprionus binarius
- Aprionus bisectus
- Aprionus bispinosus
- Aprionus blanditus
- Aprionus bostrichus
- Aprionus brachypterus
- Aprionus brevitegminis
- Aprionus bullerensis
- Aprionus cardiophorus
- Aprionus cariflavidus
- Aprionus carinatus
- Aprionus carpathicus
- Aprionus caucasicus
- Aprionus complicatus
- Aprionus confusus
- Aprionus congenericus
- Aprionus corniculatus
- Aprionus cornutus
- Aprionus dalarnensis
- Aprionus delectabilis
- Aprionus demonstrativus
- Aprionus denticulus
- Aprionus dentifer
- Aprionus dispar
- Aprionus dissectus
- Aprionus duplicatus
- Aprionus ellipticus
- Aprionus ensiferus
- Aprionus fennicus
- Aprionus ferulae
- Aprionus flavidus
- Aprionus foliosus
- Aprionus giganteus
- Aprionus gladiator
- Aprionus halteratus
- Aprionus hamulatus
- Aprionus heothinos
- Aprionus hintelmannorum
- Aprionus hybridus
- Aprionus inaccessibilis
- Aprionus indica
- Aprionus indictus
- Aprionus inquisitor
- Aprionus insignis
- Aprionus internuntius
- Aprionus interruptus
- Aprionus karsios
- Aprionus kivachensis
- Aprionus laevis
- Aprionus lapponicus
- Aprionus laricis
- Aprionus latens
- Aprionus latitegminis
- Aprionus lobatus
- Aprionus longicollis
- Aprionus longipennis
- Aprionus longisetus
- Aprionus longitegminis
- Aprionus marginatus
- Aprionus miki
- Aprionus miniusculus
- Aprionus monticola
- Aprionus multispinosus
- Aprionus mycophiloides
- Aprionus myrmecophilus
- Aprionus oligodactylus
- Aprionus onychophorus
- Aprionus oxychophorus
- Aprionus paludosus
- Aprionus perrisi
- Aprionus piceae
- Aprionus pigmentalis
- Aprionus pinicorticis
- Aprionus pommeranicus
- Aprionus praecipuus
- Aprionus pratincolus
- Aprionus pratinicolus
- Aprionus pseudispar
- Aprionus pullatus
- Aprionus pyxidiifer
- Aprionus reduncus
- Aprionus remotus
- Aprionus rostratus
- Aprionus separatus
- Aprionus sievertorum
- Aprionus similis
- Aprionus smirnovi
- Aprionus spiniferus
- Aprionus spiniger
- Aprionus stiktos
- Aprionus stylatus
- Aprionus stylifer
- Aprionus styloideus
- Aprionus subacutus
- Aprionus svecicus
- Aprionus taigaensis
- Aprionus terrestris
- Aprionus tiliamcorticis
- Aprionus transitivus
- Aprionus transmutatus
- Aprionus trunculus
- Aprionus umbrellus
- Aprionus ungulatus
- Aprionus victoriae
- Aprionus wildeni